# حیات سندی
حیات سندی (عربی: حیاة سندی؛ زاده ۶ نوامبر ۱۹۶۷) یک زیست‌فناور و دانشمند پزشکی اهل عربستان سعودی است که به‌عنوان یکی از نخستین زنان عضو مجلس مشورتی عربستان شناخته می‌شود. او به‌دلیل تلاش‌های مهم خود در حوزه آزمایش در بالین بیمار و زیست‌فناوری شهرت دارد. مجله تجارت عربی او را به‌عنوان نوزدهمین عرب تأثیرگذار در جهان و نهمین زن عرب تأثیرگذار معرفی کرده است. در سال ۲۰۱۸، او در فهرست ۱۰۰ زن بی‌بی‌سی قرار گرفت.

## کودکی و تحصیلات
حیات سندی که در شهر مکه عربستان سعودی متولد شده است تا زمانی که تصمیم به مهاجرت برای تحصیل در دانشگاه گرفت در عربستان زندگی می‌کرد و با زبان انگلیسی آشنا نبود. او در سال ۱۹۹۱ خانواده‌اش را متقاعد کرد که به او اجازه دهند تحصیلات عالی خود را در انگلستان دنبال کند. او پس از یک سال یادگیری زبان انگلیسی و آماده شدن برای آزمون‌های A-level، به کینگز کالج لندن پذیرفته شد و در سال ۱۹۹۵ با مدرک فارماکولوژی فارغ‌التحصیل شد. در دوران تحصیل در کالج کینگز، او به‌خاطر تحقیقات کارشناسی خود در زمینه آلرژی، برنده جایزه پرنسس آن شد. در سال ۲۰۰۱ سندی اولین زن سعودی شد که مدرک دکترای زیست‌فناوری را از دانشگاه کمبریج دریافت کرد و سپس مطالعات خود را در موسسه فناوری ماساچوست و دانشگاه هاروارد ادامه داد.
سندی که حجاب سنتی اسلامی را می‌پوشد در دوران تحصیل در دانشگاه تحت فشار قرار گرفت تا از باورهای دینی و فرهنگی خود دست بکشد؛ اما او مقاومت کرد و بر این باور بود که مذهب، رنگ یا جنسیت افراد تأثیری بر مشارکت‌های علمی ندارد. سندی در سال ۲۰۰۱ دکترای خود را در زمینه زیست‌فناوری از کالج نیونهام دانشگاه کمبریج دریافت کرد. او اولین زن سعودی بود که در رشته زیست‌فناوری در دانشگاه کمبریج پذیرفته شد و همچنین اولین زن از کشورهای عربی خلیج فارس بود که مدرک دکترای این رشته را دریافت کرد.

## شغلی
حیات سندی به‌عنوان پژوهشگر مهمان در دانشگاه هاروارد فعالیت می‌کند؛ به همین دلیل او بیشتر بین جده عربستان سعودی و بوستون و کمبریج ماساچوست سفر می‌کند. فعالیت‌های آزمایشگاهی او در هاروارد باعث شد که همراه با چهار دانشمند دیگر در یک فیلم مستند که با حمایت دفتر اجرایی رئیس‌جمهور ایالات متحده آمریکا ساخته شده بود شرکت کند؛ این فیلم با هدف ترویج آموزش علوم در میان جوانان تهیه شد. سندی علاوه بر فعالیت‌های علمی در رویدادهای متعددی شرکت کرده است که با هدف افزایش آگاهی زنان و دختران دربارهٔ علوم، به‌ویژه در عربستان سعودی و جهان اسلام به‌طور کلی، برگزار می‌شوند. او همچنین به مسئله فرار مغزها علاقه‌مند است و در سال ۲۰۰۵ به‌عنوان سخنران مدعو در انجمن اقتصادی جده حضور داشت.

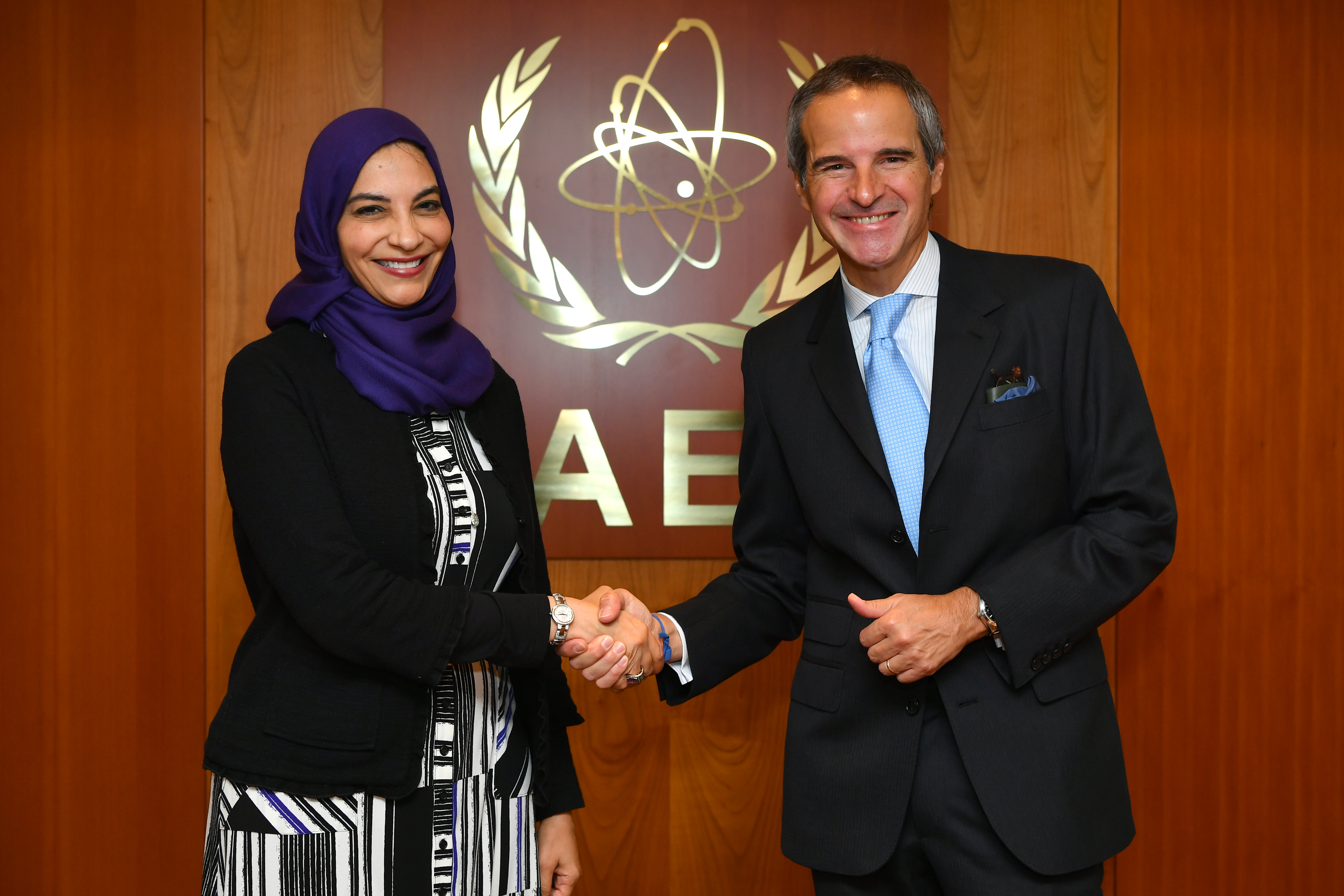
سندی با رافائل گروسی.

حیات سندی نقش مهمی در راه‌اندازی سه شرکت به‌عنوان بنیان‌گذار یا هم‌بنیان‌گذار داشته است: Diagnostics for All (DFA) که هدف آن ساخت دستگاه‌های کم‌هزینه برای تشخیص بیماری‌ها در کشورهای در حال توسعه است؛ Sonoptix؛ و i2 (مؤسسه تخیل و نوآوری)، که به ترویج آموزش علوم و نوآوری در میان نسل‌های جوان اختصاص دارد. فلسفه کارآفرینی او ساده است: «یک دانشمند واقعی باید بر راه‌حل‌های ساده و مقرون‌به‌صرفه تمرکز کند تا به همه افراد جهان دسترسی پیدا کند.»
در سال ۲۰۱۰ سندی برنده جایزه مکه المکرمه برای نوآوری علمی شد که توسط شاهزاده خالد بن فیصل آل سعود اهدا شد. او همچنین در سال ۲۰۱۱ توسط انجمن نشنال جئوگرافیک به‌عنوان یکی از کاوشگران نوظهور معرفی شد.
سندی در اول اکتبر ۲۰۱۲ به‌دلیل تلاش‌هایش برای ترویج آموزش علوم در خاورمیانه به‌ویژه برای دختران توسط ارینا بوکووا رئیس یونسکو به‌عنوان سفیر حسن نیت یونسکو منصوب شد. او همچنین در فهرست ۱۵۰ زن تأثیرگذار مجله نیوزویک در همان سال قرار گرفت.
سندی در ژانویه ۲۰۱۳ بار دیگر پیشگام شد و بخشی از نخستین گروه زنان شد که در شورای مشورتی عربستان سعودی خدمت کردند.
او در سال ۲۰۱۳ به‌عنوان اولین دانشمند زن سعودی به‌عنوان سفیر حسن‌نیت یونسکو منصوب شد و تلاش کرد علم و تأثیرات اجتماعی را با یکدیگر تلفیق کند. علاوه بر این، او کارهای خود را در مجلس عوام بریتانیا ارائه کرده است.
سندی در نشست سالانه بنیاد کلینتون که در تاریخ ۲۱ تا ۲۴ سپتامبر ۲۰۱۴ برگزار شد جایزه رهبری در جامعه مدنی را دریافت کرد.
سندی در سال ۲۰۱۸ صندوق Transform بانک توسعه اسلامی (IsDB) را که ارزش آن ۵۰۰ میلیون دلار است، راه‌اندازی کرد. این صندوق از نوآوران در یافتن راه‌حل‌هایی برای چالش‌های توسعه از طریق قدرت نوآوری حمایت می‌کند. این اولین پلتفرم دیجیتالی از نوع خود برای کشورهای در حال توسعه است.
سندی عضو شورای مشورتی عربستان سعودی و هیئت مشورتی علمی سازمان ملل متحد است و به‌عنوان مشاور ارشد رئیس بانک توسعه اسلامی در حوزه علم، فناوری و نوآوری در عربستان سعودی فعالیت می‌کند. او در مصاحبه‌ای با یونسکو گفت: «اگر کاری کرده باشم دوست دارم فکر کنم که من الهام‌بخش دختران بوده‌ام تا اگر به علم علاقه‌مند هستند این موضوع را حرفه‌ای دنبال کنند.»

## برای مطالعهٔ بیشتر
- National Geographic Education Staff (September 10, 2011). "Biotechnologist and Entrepreneur: Dr. Hayat Sindi". Archived from the original on 22 May 2016.